# Невзлін Леонід Борисович
Леонід Борисович Невзлін (народився 21 вересня 1959, Москва) — російсько-ізраїльський підприємець і громадський діяч, один із колишніх керівників нафтової компанії «ЮКОС», 2001 рік — президент «Російського єврейського конгресу», в 2003 році був ректором Російського державного гуманітарного університету.
Мешкає в Ізраїлі. Російським судом заочно засуджений до довічного ув'язнення за звинуваченням в організації вбивств, цю міру покарання підтримав Верховний Суд РФ. Понад це засуджений на 6 років позбавлення волі за присвоєння акцій ВНК.

## Освіта та початок кар'єри
Народився в Москві в сім'ї інженера та вчительки російської мови. У 1981 році закінчив Московський інститут нафти і газу ім. І. М. Губкіна за спеціальністю «Автоматика й обчислювальна техніка». У 1981—1987 роках — інженер-програміст у зовнішньоторговельному об'єднанні «Зарубіжгеологія». 1991 року закінчив Московський інститут народного господарства ім. Р. В. Плеханова за спеціальністю «Менеджмент і маркетинг».

## Кар'єра в підприємництві та політиці

### У ЦМНТП-Менатеп
У 1987 році познайомився з Михайлом Ходорковським, який очолював Центр науково-технічної творчості молоді при Фрунзенському РК ВЛКСМ, і стає заступником директора центру, а також завідувачем договірного відділу в Центрі міжгалузевих науково-технічних програм (ЦМНТП, з «1990 року» засновник об'єднання «Менатеп»).
З 1988 — заступник керівника ЦМНТП.
У 1989—1991 роках — президент Комерційного інвестиційного банку Науково-технічного прогресу (банк «Менатеп»).
У 1991—1992 роках — директор зі зв'язків банку «Менатеп» і одночасно начальник Управління природних ресурсів МФО «Менатеп».
У 1992—1994 роках — начальник Управління по роботі з клієнтами банку «Менатеп».
З 1993 року — перший заступник голови Ради директорів ОКФП «Менатеп».
У 1993—1996 роки — перший заступник голови Правління банку «Менатеп», одночасно керівник Управління у зв'язках з громадськістю (1994—1996).
З березня 1996 — перший заступник голови Ради директорів, заступник голови правління фінансово-промислової групи РОСПРОМ.

### У ЮКОСі
У квітні 1996 року віцепрезидент АТ «Нафтова компанія „ЮКОС“» та член Ради директорів АТ «НК „ЮКОС“». Тоді ж увійшов до рейтингу 50 найвпливовіших підприємців Росії. З 1997 року — перший заступник об'єднаного Правління групи РОСПРОМ-ЮКОС; з вересня 1997 року по жовтень 1998 року перший заступник генерального директора ІТАР-ТАРС (курував питання розвитку агентства, аналітику та економічну тематику, фотохроніку, розробляв проєкт поступового акціонування агентства).

### У Раді Федерації Федеральних Зборів
У 1993 році балотувався до Державної Думи за списком об'єднання «Преображення» (об'єднання представляло інтереси підприємців; в Думу не пройшло). 2001—2003 член Ради Федерації РФ від виконавчого органу державної влади республіки Мордовія, член Комітету Ради Федерації у міжнародних справах, з лютого 2002 року — заступник голови Комітету Ради Федерації у міжнародних справах. Нагороджений Почесною грамотою Ради Федерації.

## Громадська та політична діяльність
У 1993—1994 роках член Координаційної ради Всеросійського руху «Підприємці за нову Росію»; у 2001—2003 в. о. президента Російського єврейського конгресу (РЄК). Очолював Громадську раду РДГУ, займався благодійністю. Навесні 2003 року акціонери ЮКОС виділили на вдосконалення та розвиток Російського державного гуманітарного університету (РДГУ) благодійні кошти у сумі $100 мільйонів.

## Звинувачення з боку російської влади
4 липня 2003 року Невзлін та його партнер Михайло Ходорковський були викликані до Генпрокуратури Російської Федерації для надання свідчень у справі одного зі співвласників «ЮКОСу» Платона Лебедєва, звинуваченого в розкраданні 20 % акцій ВАТ «Апатит».
Влітку 2003 року виїхав до Ізраїлю, за його словами, для роботи над дисертацією; стверджував, що це було втечею від слідства.
15 січня 2004 року був оголошений Генпрокуратурою у міжнародний розшук за звинуваченнями у низці економічних та податкових злочинів. За твердженнями слідчих органів, в результаті його незаконних фінансових операцій російська скарбниця недорахувалася понад 27 млн рублів.
14 липня 2005 року російський уряд передав запит уряду США на видачу Невзліна. Невзлін звинувачувався у кількох злочинах, зокрема організації замовного вбивства. Невзлін вважав ці звинувачення політичним переслідуванням за підтримку опозиційних партій у Росії.
27 грудня 2006 Прокуратура Росії в пресрелізі назвала Невзліна одним з підозрюваних в отруєнні колишнього співробітника ФСБ Олександра Литвиненка.

### Запит на екстрадицію із Ізраїлю
Ще в 2005 році російський уряд звернувся до уряду Ізраїлю із запитом на екстрадицію Невзліна через звинувачення у скоєнні вбивств та замаху на вбивство, так і звинувачення у скоєнні низки економічних злочинів.
У 2006 році Росію відвідала група громадян Ізраїлю (зокрема адвокат Йорам Мушкат і публіцист Юлій Нудельман), які уклали з генпрокуратурою РФ угоду, пообіцявши їй допомогу в екстрадиції Невзліна і домовившись про представлення інтересів російського відомства в Ізраїлі. Візит здійснено вже після того, як у лютому 2006 року Нудельман подав до Верховного суду Ізраїлю петицію з вимогою видати Невзліна російській владі (подавець петиції звертав при цьому особливу увагу на запит, пов'язаний зі звинуваченням у вбивствах та замаху, а не на запит зі звинуваченням в економічних злочинах), позбавивши його при цьому ізраїльського громадянства. Після Нудельмана, у жовтні 2006 року, подібна петиція була подана і ізраїльським пенсіонером Еліезером Шимоні. Подавці петицій представили свій інтерес у результатах справи як виключно викликаний особистою громадянською позицією та міркуваннями суспільного інтересу.
28 серпня 2006 року ізраїльська влада заявила про неможливість задовольнити запит про екстрадицію внаслідок недостатності доказової бази, яка лежить в основі запиту. Ця відповідь була дана знову 23 жовтня 2007 після розгляду додаткових матеріалів, представлених російською стороною.
14 травня 2008 року Верховний суд Ізраїлю видав ухвалу щодо петицій, поданих Нудельманом і Шимоні. У своїй ухвалі Верховний суд зазначив, що в основі пред'явлених російською стороною звинувачень знаходяться лише похідні докази (засновані на опосередкованому сприйнятті інформації свідками), неприпустимі в ізраїльському кримінальному судочинстві, а відтак і недостатні для задоволення запиту на екстрадицію відповідно до Ізраїльського закону про екстрадицію. У цьому контексті зазначено, що в основі звинувачення проти Невзліна лежать свідчення найманих убивць, які стверджували про причетність Невзліна до справи на основі заяви особи, яка сплатила їхні послуги та загинула в листопаді 2002 року (припущення ж російської сторони про причетність Невзліна до цієї останньої смерті не підкріплено будь-якими доказами). Суд вказав, що він не знайшов необхідності розглядати питання заявленого Невзліним політичного підґрунтя російського запиту, оскільки зазначених причин було достатньо, щоб відхилити запит.
Суд відхилив також і затвердження подавців петиції про приховування Невзліним інформації про існуючі кримінальні звинувачення при отриманні ізраїльського громадянства. Зазначено, що прохання Невзліна про отримання громадянства подано й задоволено ще до того, як звинувачення щодо нього були ясно висловлені російськими органами. При цьому суд прийняв пояснення ізраїльської влади, яка не знайшла в доказах кримінального минулого Невзліна достатньої підстави для прийняття рішення про позбавлення Невзліна ізраїльського громадянства.

### Вирок Московського міського суду
1 серпня 2008 року Московський міський суд заочно визнав Леоніда Невзліна винним у скоєнні низки тяжких злочинів: організації вбивств та замахів, розкраданні та несплаті податків. За співучасть у тих вбивствах та замахах, в організації яких звинувачувався Невзлін, раніше був засуджений Олексій Пічугін. Як заявив адвокат Невзліна Дмитро Харитонов, «ті докази, які є, — це свідчення осіб, які припускають, що якісь злочини були вигідні компанії ЮКОС. І є група осіб, які засуджені за різні тяжкі злочини, у тому числі довічно, які кажуть, що їм говорили особи, яких уже немає в живих, про те, що має причетність Невзлін. Один із таких свідків відмовився від свідчень, сказавши, що прізвища Невзліна та Пічугіна його попросили говорити слідчі, коли запропонували йому угоду. Такі свідчення не можуть бути доказами провини Невзліна».
Невзлін був визнаний винним у таких злочинах :
- організація вбивства директора ТОВ «ТФ „Фенікс“» Валентини Корнєєвої,
- організація вбивства голови адміністрації Нафтоюганська Володимира Пєтухова, який вимагав у ЮКОСу виплати податків до місцевого бюджету.
- організація вбивства водія керуючого компанії East Petroleum Євгена Рибіна — Миколи Федотова,
- організація замаху на колишнього начальника управління справами ЗАТ «Роспром» Сергія Колесова, колишнього начальника управління громадських зв'язків мерії Москви Ольги Костіної та одного з керівників австрійської нафтової компанії East Petroleum Євгена Рибіна.
- розкрадання майна у сумі понад 3 млрд крб.,
- ухилення від сплати податків у розмірі 26,7 млн руб. як фізична особа в період з 1999 по 2000 рік.

27 січня 2009 року Верховний Суд Росії залишив у силі рішення Мосміськсуду, визнавши вирок до довічного ув'язнення для Невзліна законним.
24 травня 2013 року Симоновський суд Москви заочно засудив Леоніда Невзліна до 6 років ув'язнення за звинуваченням у привласненні акцій «Східної нафтової компанії».
17 грудня 2013 року Московський міський суд залишив вирок Леоніду Невзліну без змін.

### Рішення Міжнародного Арбітражного Суду
Міжнародний арбітражний суд, розташований у Гаазі, Нідерланди, став у 2014 році на бік колишніх акціонерів ЮКОСу і зобов'язав Росію виплатити $50 млрд. Проте Окружний Суд Гааги скасував це рішення у 2016 році через проблеми з юрисдикцією суду. Колишні акціонери ЮКОСу звернулися до Апеляційного суду Гааги з проханням скасувати нове рішення, і позов був прийнятий до розгляду, який розпочався у вересні 2019 року.

## Родина
Дочка Ірина одружена з ізраїльським політиком Юлієм Едельштейном.

## Діяльність в Ізраїлі

### Еміграція
У листопаді 2003 року отримав ізраїльське громадянство. За даними преси, після репатріації в Ізраїль жив у готелі «Дан Акадія» в Герцлії, а потім придбав заміський будинок у районі Герцлія — Пітуах, вартістю $3,7 млн.

### Підприємництво
У 2005 році акціонери фінансової групи «МЕНАТЕП» придбали частку в нафтохімічному підприємстві Ізраїлю, а в 2007 висловили зацікавленість у придбанні 20 % акцій Хайфського нафтопереробного заводу оцінною вартістю $1,5 млрд. За даними ізраїльського «Forbes» статки Л. Невзліна в 2006 році оцінювалися в $300 млн.

### Громадська діяльність та благодійність
Заснував Центр Леоніда Невзліна з вивчення російського та східноєвропейського єврейства при Єврейському Університеті в Єрусалимі. На забезпечення центру виділяються гроші $500 тис. щорічно з Фонду підтримки ізраїльської освіти «НАДАВ» (заснований Леонідом Невзліним, Михайлом Брудно та Володимиром Дубовим у 2005 році). Назва NADAV являє собою абревіатуру імен засновників фонду — Невзліна, Дубова та Брудно).
Фонд підтримки ізраїльської освіти НАДАВ виділяв за планом благодійні кошти на розвиток вищої гуманітарної освіти на суму $3 млн. Леонід Невзлін є головою опікунської ради Музею діаспори і входить до складу опікунської ради благодійної організації «Керен га-Єсод», а також опікунської ради Єврейського агентства (Сохнут). У рамках співпраці з Єврейським агентством Фонд «НАДАВ» має плани фінансування на суму $1 млн у 2007 році програми «Маса» («Подорож») для студентів із країн діаспори, які приїжджають до Ізраїлю на довгий час, та молодіжний проєкт «Тагліт» (« Відкриття») для студентів, які приїжджають до Ізраїлю на 10 днів. Хайфський національний музей науки та технології отримає від фонду НАДАВ понад 5,5 млн шекелів. Внесок Невзліна в благодійні програми організації " Керен га-Єсод " до лютого 2006 оцінюються в $4 млн. Внесок у розвиток Музею діаспори — $1 млн.
У червні 2006 року об'єднання працівників музею діаспори Ізраїлю вимагало усунути Невзліна з посади голови опікунської ради. Співробітники музею були стурбовані тим, що бізнесмена звинувачують у тяжких злочинах і він перебуває у розшуку Інтерполу. Інтерпол закрив справу проти Невзліна в 2016.
Леонід Невзлін є творцем популярного ізраїльського суспільно-політичного інтернет-ресурсу ліберального спрямування ДЕТАЛІ.

## Відзнаки
- Орден Дружби (31 грудня 1997 року) — за заслуги перед державою, багаторічну сумлінну працю і великий внесок у зміцнення дружби та співпраці між народами[36].
- Подяка Президента Російської Федерації (25 липня 1996 року) — за активну участь в організації та проведенні виборчої кампанії Президента Російської Федерації в 1996[37].

## Книжки
- Невзлин Л., Ходорковский М. Человек с рублём [Архівовано 10 вересня 2012 у Wayback Machine.] — М. <Менатеп-Информ>, 1992. (Справжній автор книги — журналіст газет " Известия " або " Правда " Вахмянін)
- Невзлин Л. Б. «Паблик рилейшенз» — кому это нужно?: Основи навчального курсу / Предмова. Л. Ф. Стржижовського. — М.: Економіка, 1993. — 223 с.
- Невзлин Л. "Оставаясь в меньшинстве" https://leonidnevzlin.com/e-book/

### Відео
- Фрагмент програми «Момент Істини» від 29/07/2008
- Інтерв'ю телеканалу «ІТОН-ТВ» від 29/02/2012 [Архівовано 2 березня 2012 у Wayback Machine.]